# Дарница (железнодорожная станция)
Да́рница (укр. Дарниця) — внеклассная сортировочная станция в г. Киеве.
Станция Дарница возникла в 1899 году в связи со строительством железной дороги Киев — Полтава. Одновременно с появлением станции на месте улицы Лесной (сейчас ул. Гродненская) начали селиться работники-железнодорожники. С другой стороны железнодорожных путей возник дачный посёлок, названный Новой Дарницей.
Здание вокзала станции было разрушено во время Великой Отечественной войны, на его месте в 1945 году по проекту архитектора П. Ф. Красицкого был построен временный вокзал, а в 1953 году по его же проекту было сооружено здание вокзала, просуществовавшее до 2003 года.
Бой польских зенитчиков на станции 8 апреля 1944 года занесён на скрижали Могилы неизвестного солдата в Варшаве.
С февраля 2007 года функционируют два вестибюля нового пригородного вокзала с кассами продажи билетов, зал ожидания, а также сквозной туннель с шестью выходами и две платформы.
Планируется, что в будущем в состав комплекса также войдут главный вокзал для пассажиров дальнего следования, вместимостью 2,7 тыс. пассажиров, вокзал для пассажиров пригородного сообщения на 1,6 тыс. человек, центральный и транзитный подземные туннели с выходами на платформу.
Здание вокзала будет иметь пять этажей (шестой — технический), а также подземный этаж.
Суточная пропускная способность вокзала рассчитана на 14,6 тыс. человек, общая площадь здания — почти 71 тыс. м², а коммерческая — свыше 24,7 тыс. м².
С 4 октября 2011 года станция включена в линию городской электрички.
В будущем планируется провести к вокзалу Сырецко-Печерскую линию Киевского метрополитена, и электропоезда до аэропорта «Борисполь».

## Дальнее сообщение
| № поезда    | Маршрут движения      | № поезда    | Маршрут движения      |
| ----------- | --------------------- | ----------- | --------------------- |
| 41          | Москва — Киев         | 42          | Киев — Москва         |
| 63 «Оберег» | Харьков — Киев        | 64 «Оберег» | Киев — Харьков        |
| 125         | Константиновка — Киев | 126         | Киев — Константиновка |
| 147         | Одесса — Киев         | 148         | Киев — Одесса         |
| 711         | Константиновка — Киев | 712         | Киев — Константиновка |
| 721         | Харьков — Киев        | 722         | Киев — Харьков        |
| 723         | Харьков — Киев        | 724         | Киев — Харьков        |
| 725         | Харьков — Киев        | 726         | Киев — Харьков        |
| 741         | Дарница — Трускавец   | 742         | Трускавец — Дарница   |
| 743         | Дарница — Львов       | 744         | Львов — Дарница       |
| 747         | Дарница — Тернополь   | 748         | Тернополь — Дарница   |
| 763         | Дарница — Одесса      | 764         | Одесса — Дарница      |
| 775         | Харьков — Киев        | 776         | Киев — Харьков        |
| 777         | Шостка — Киев         | 778         | Киев — Шостка         |
| 779         | Сумы — Киев           | 780         | Киев — Сумы           |
| 781         | Полтава — Киев        | 782         | Киев — Полтава        |
| 783         | Шостка — Киев         | 784         | Киев — Шостка         |

## Фотогалерея

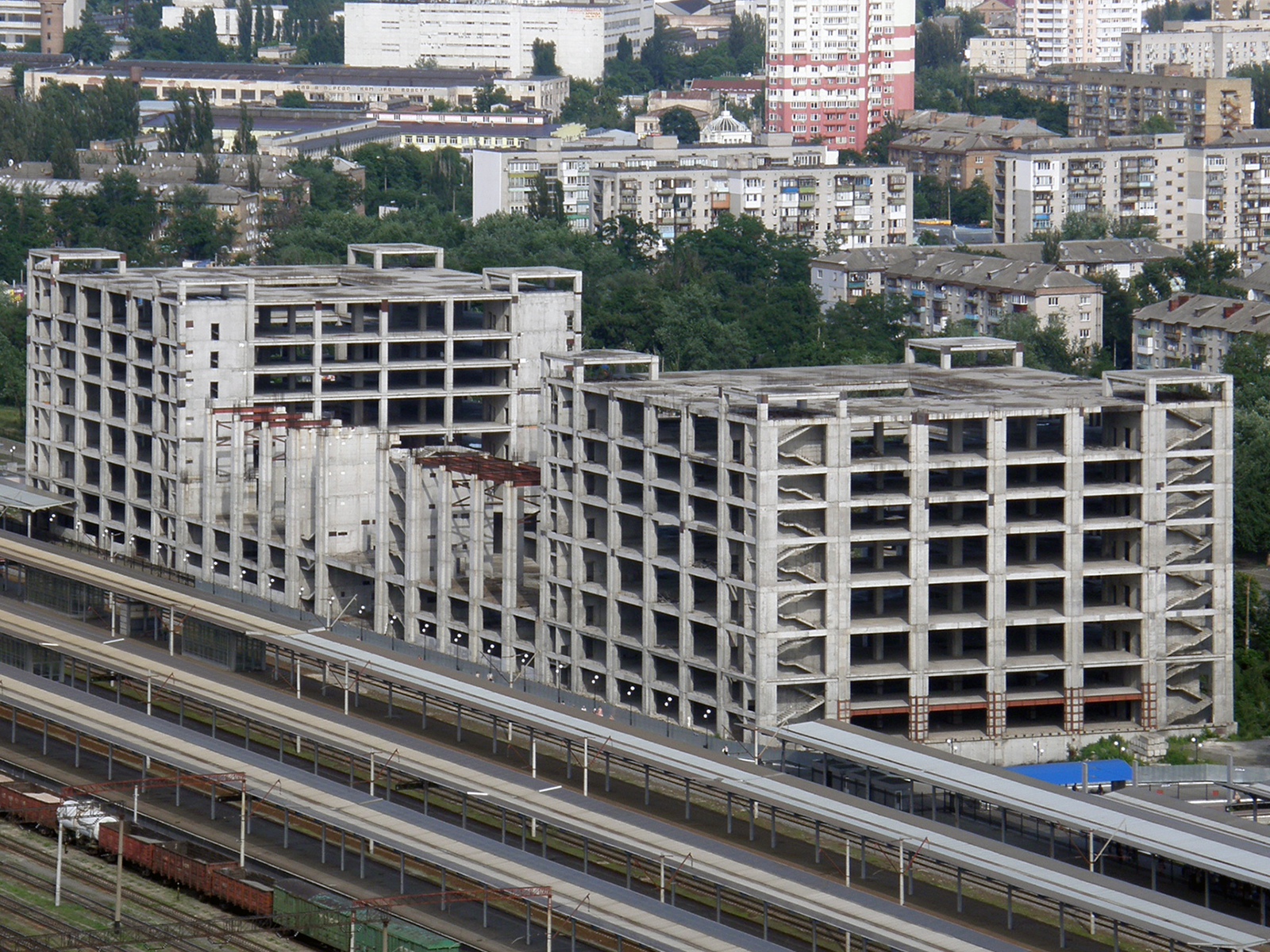
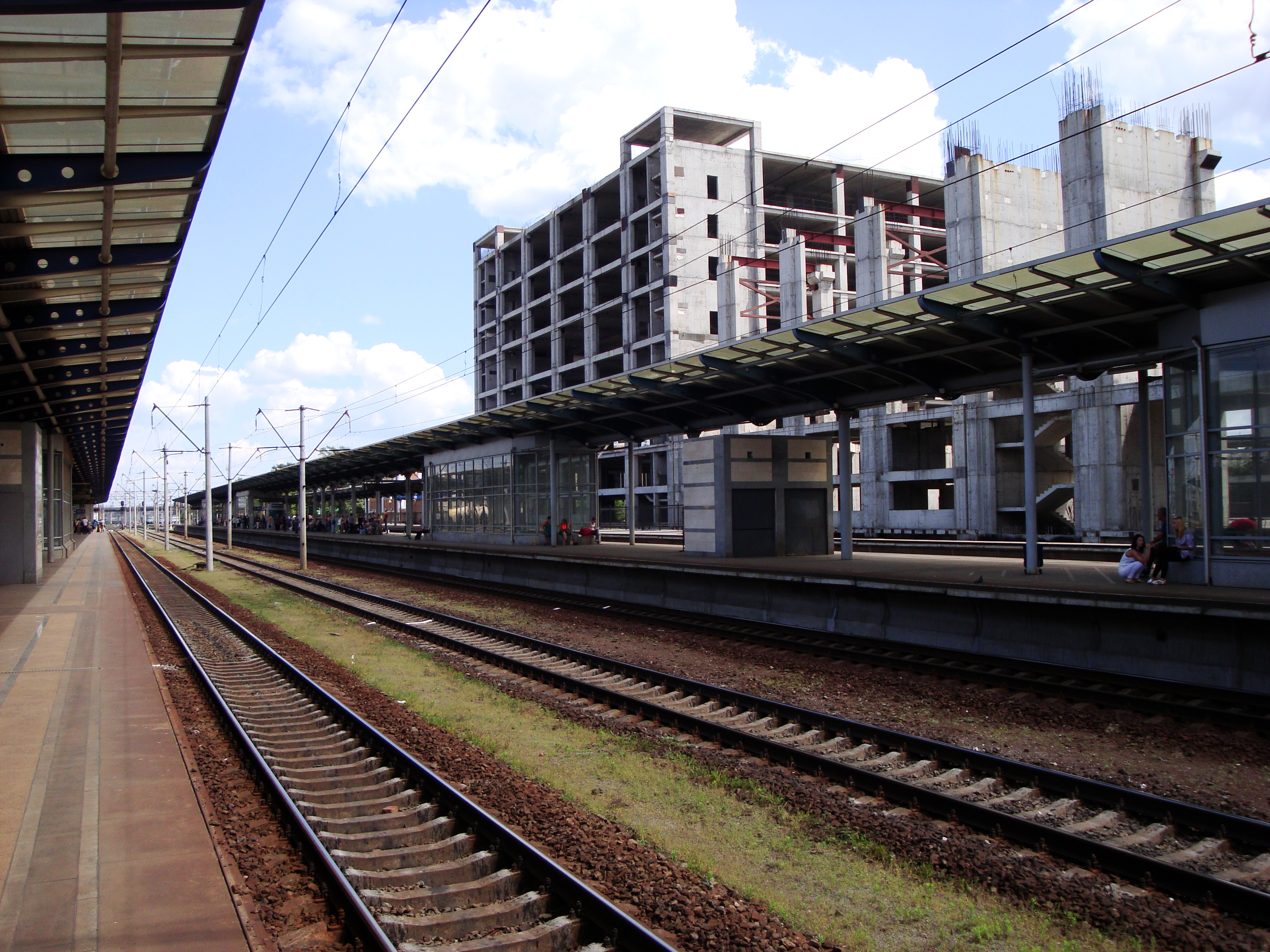
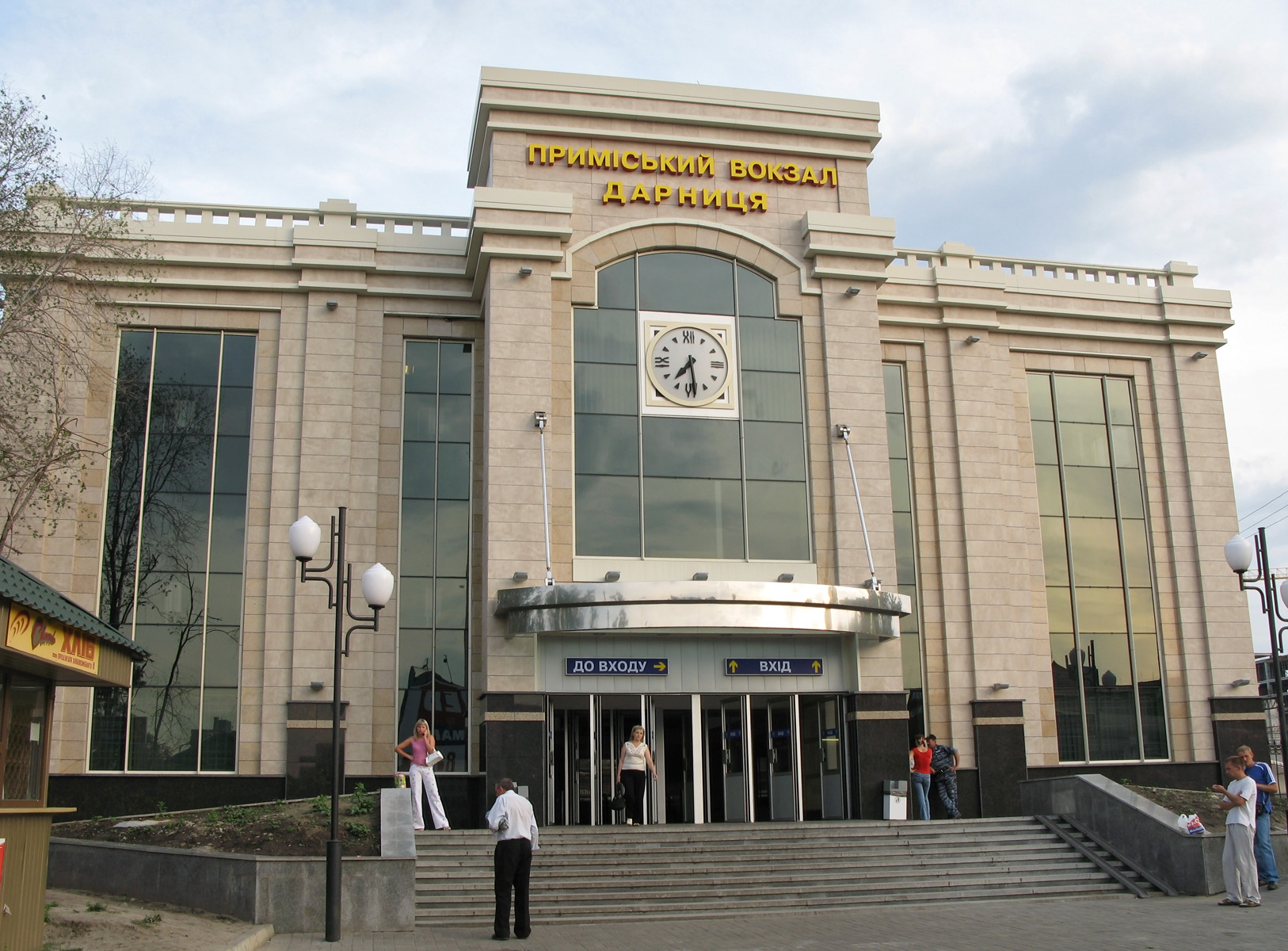
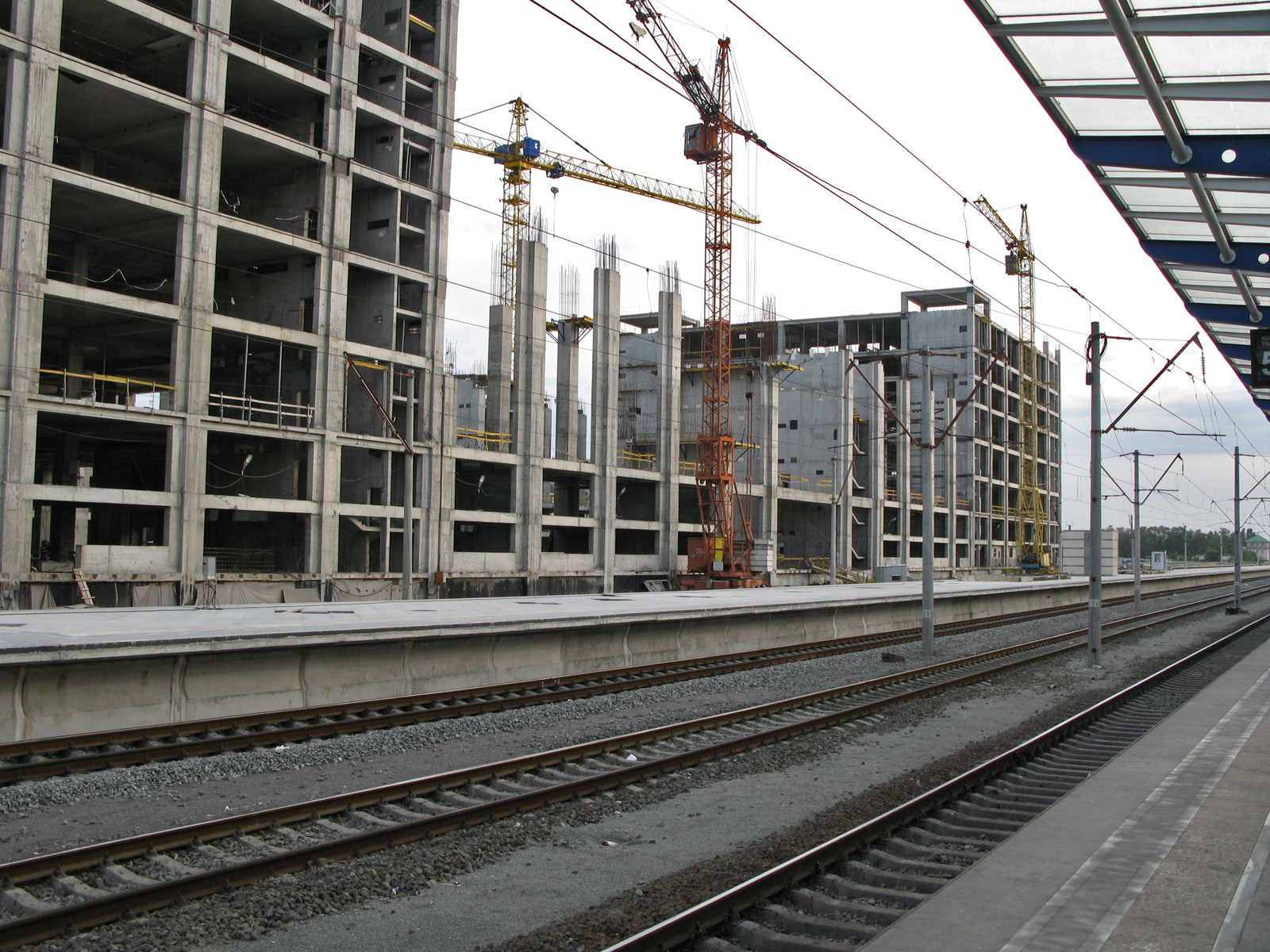
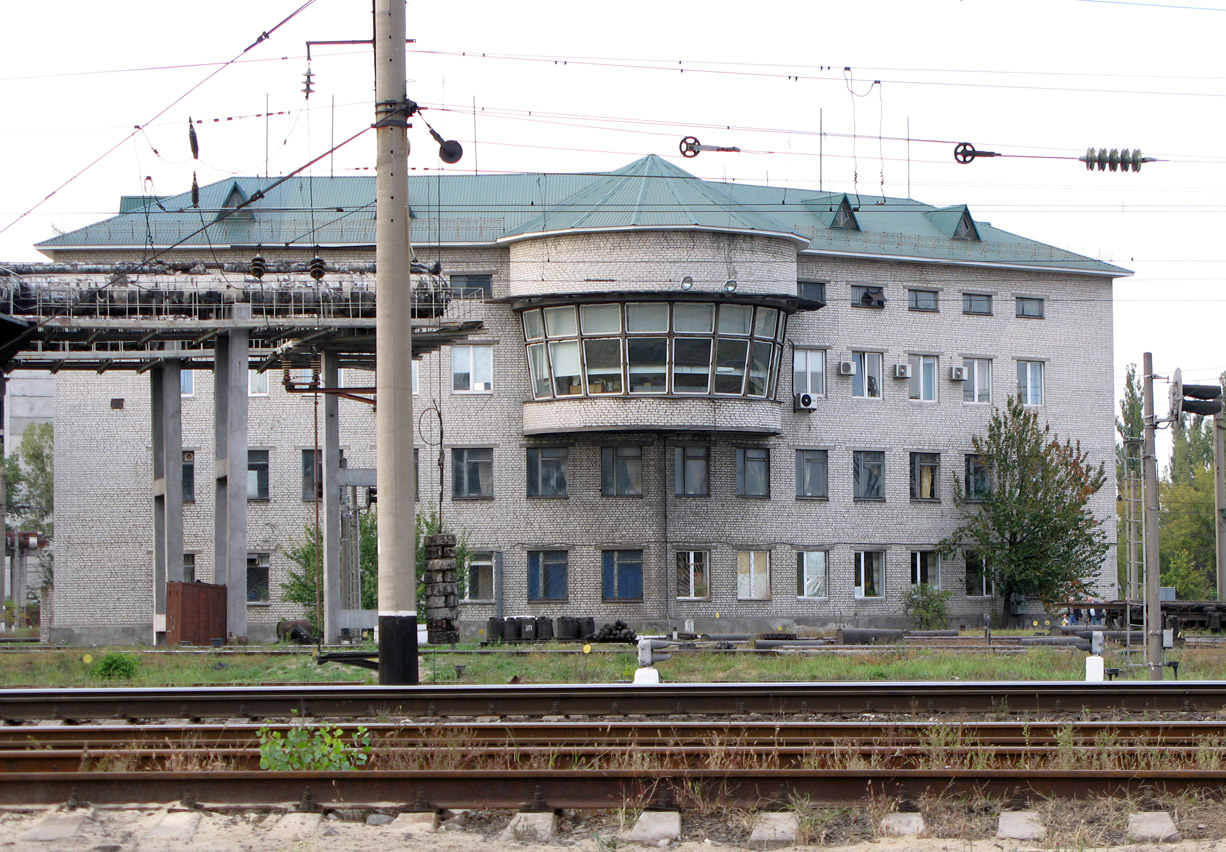
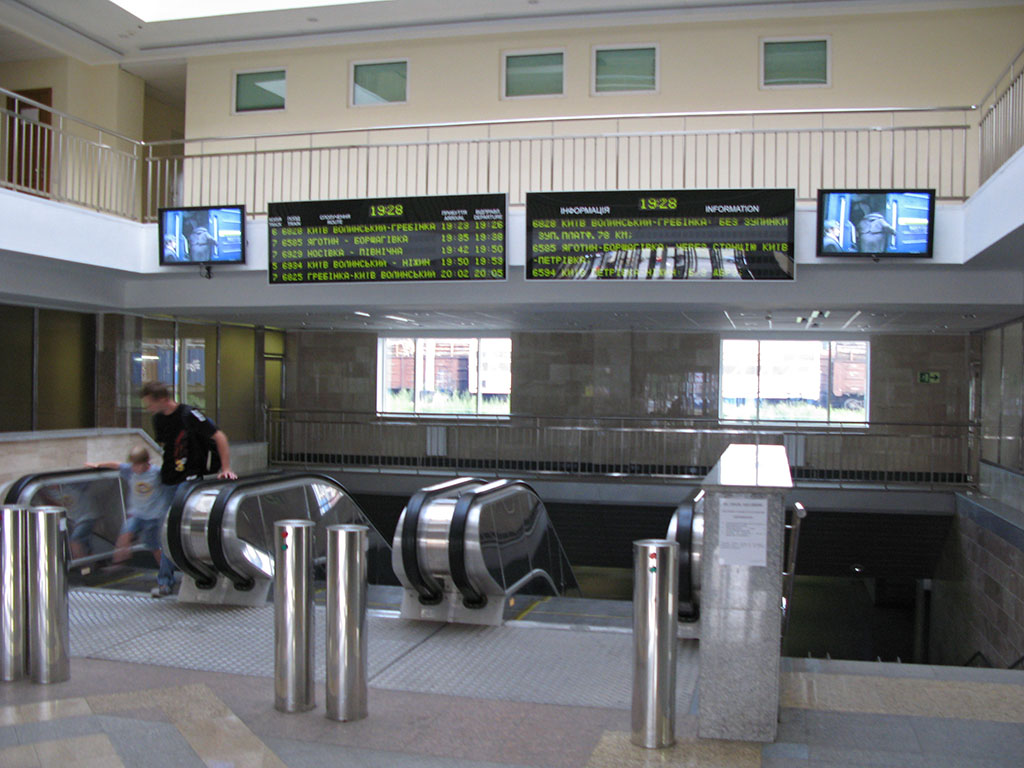
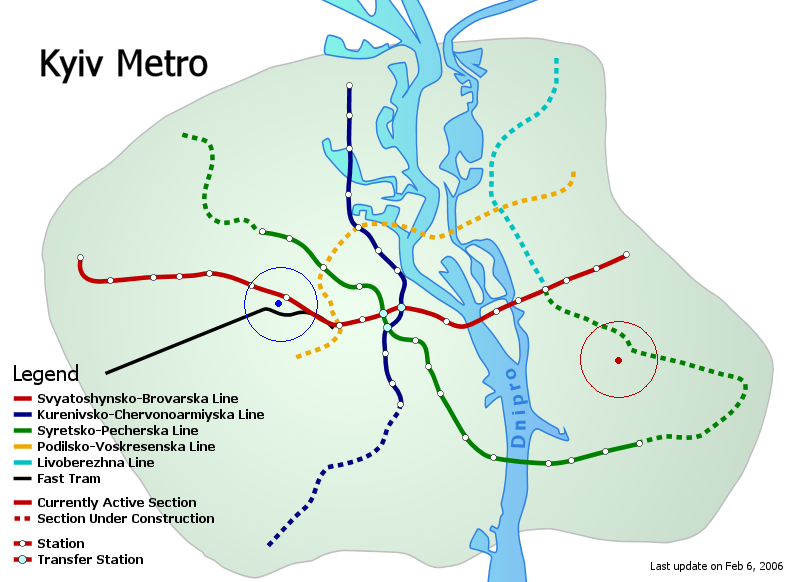
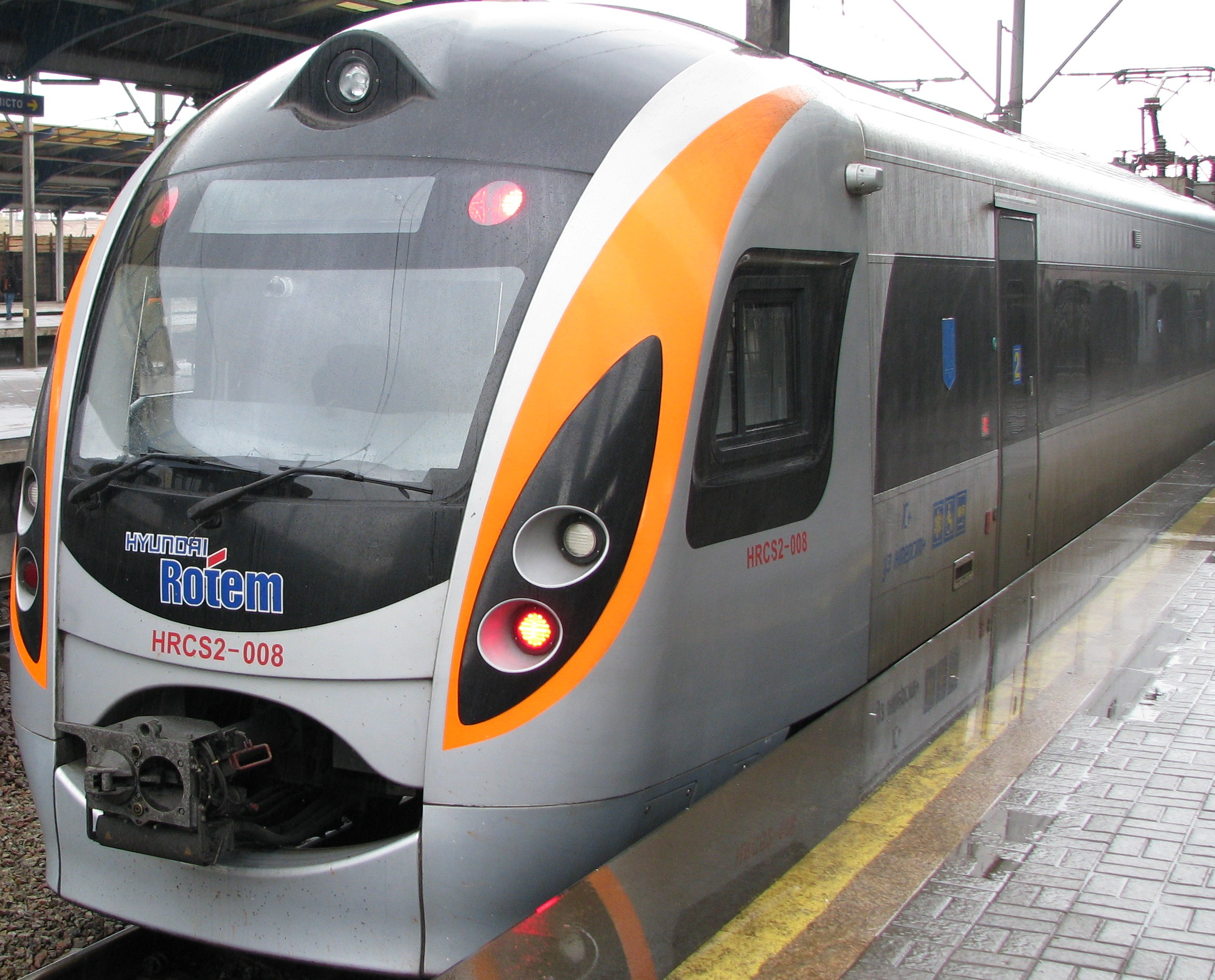
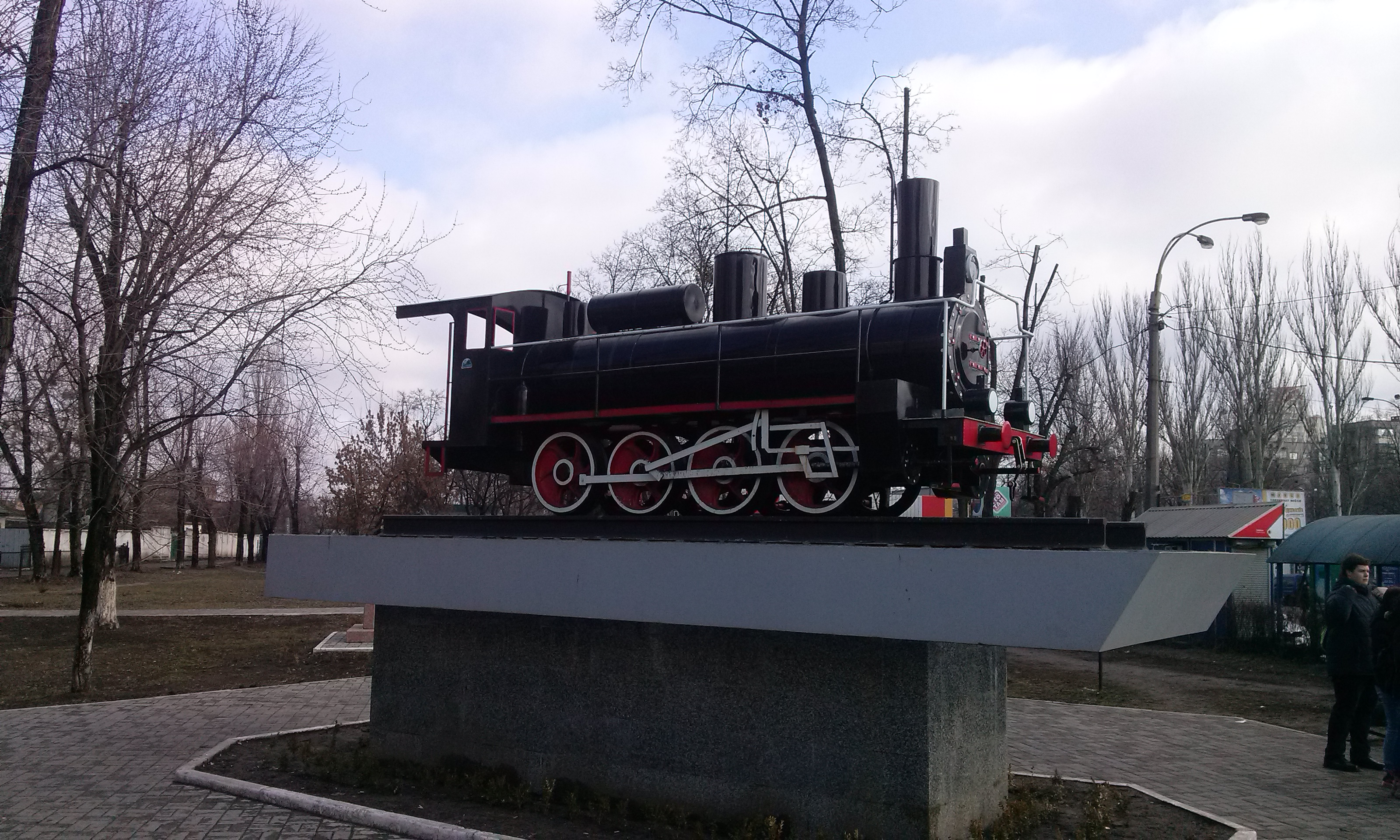
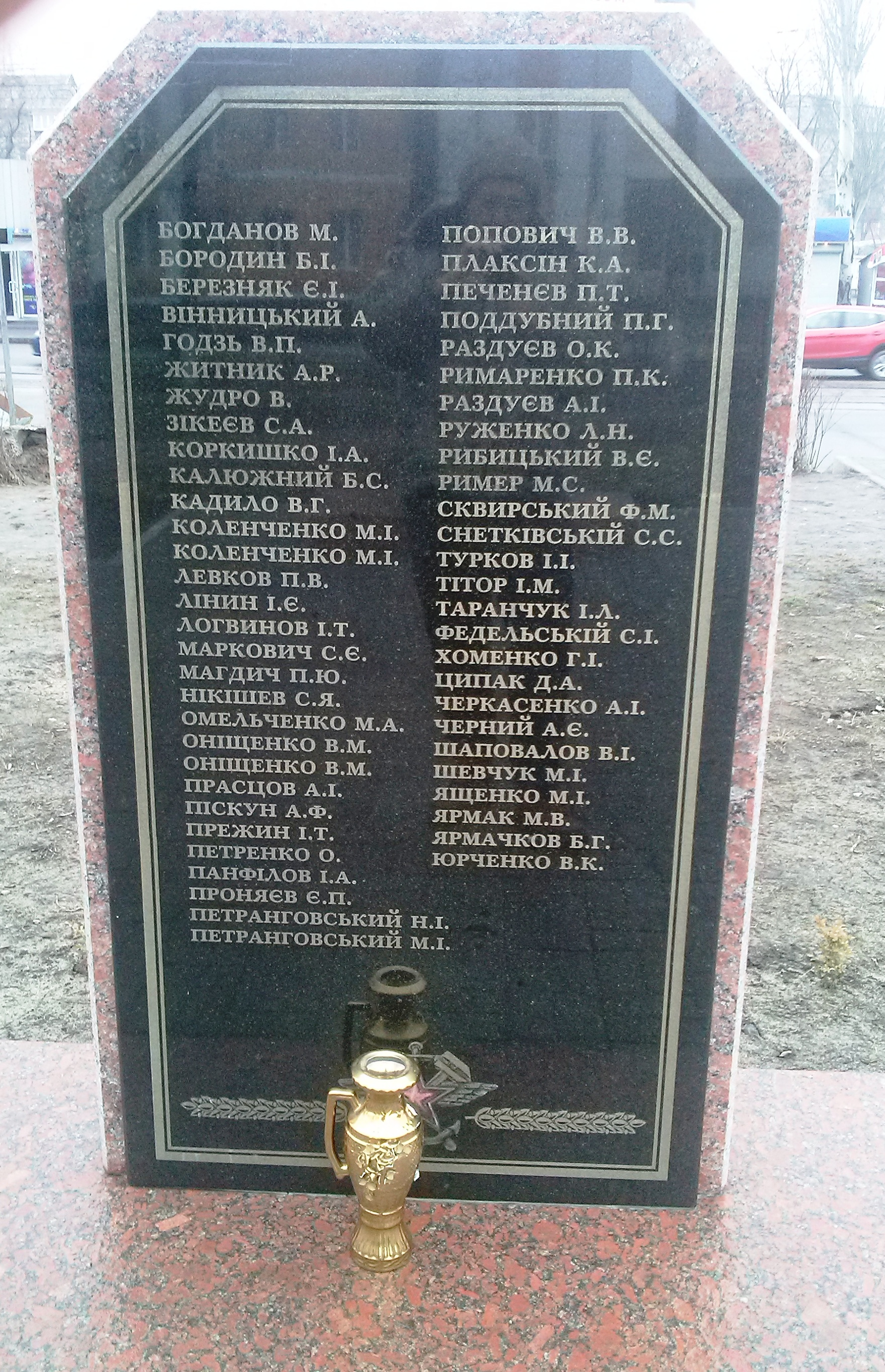
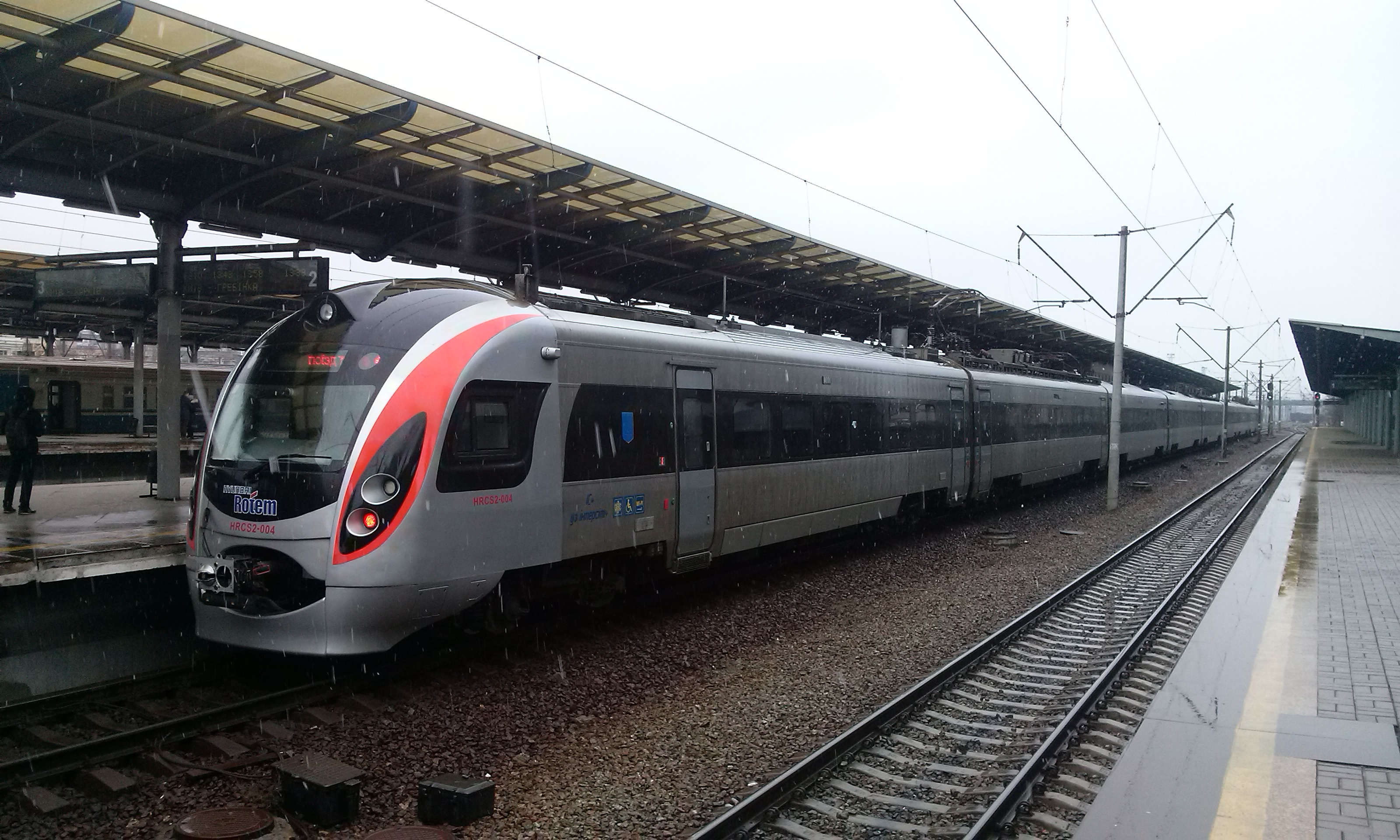
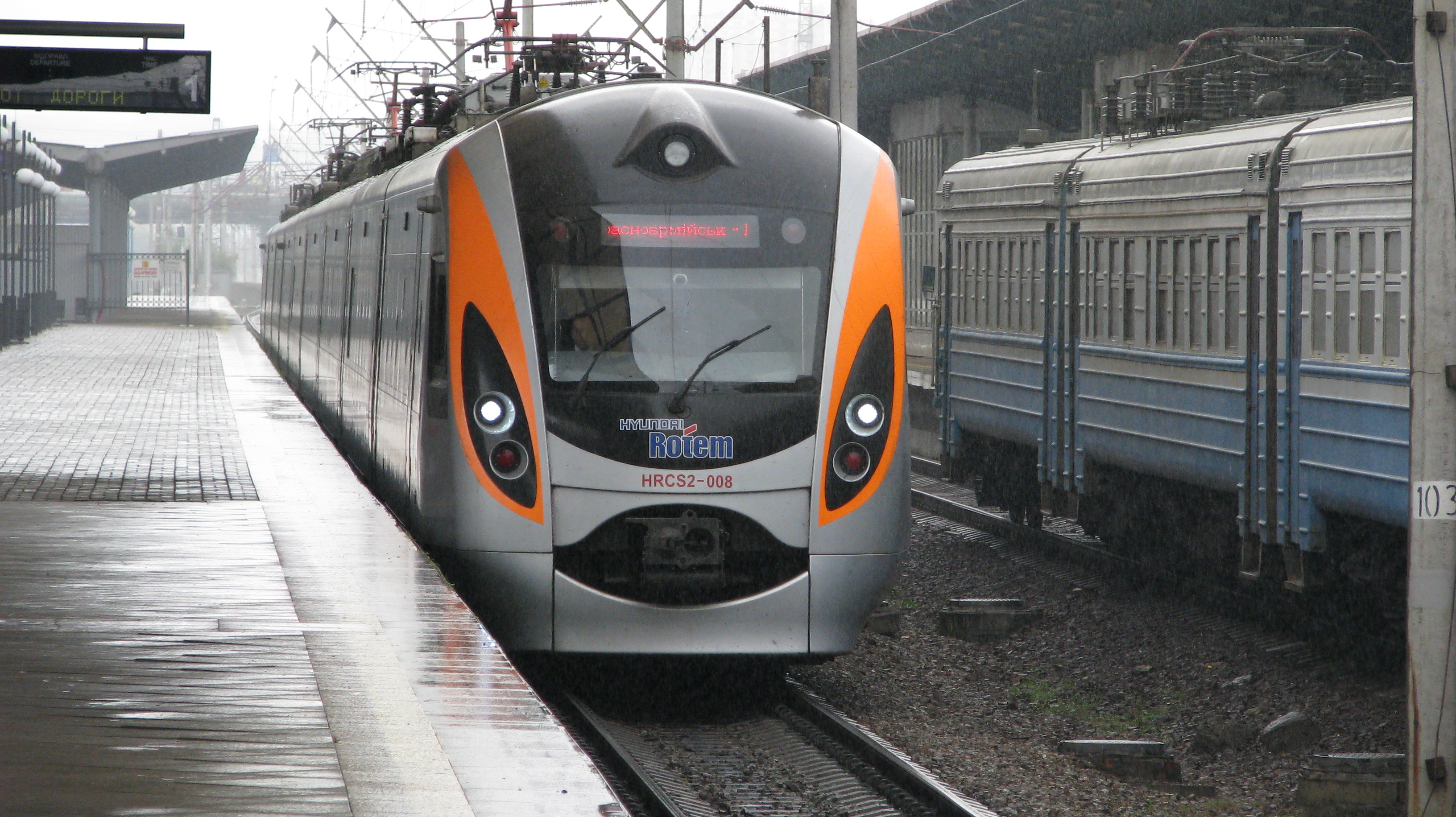
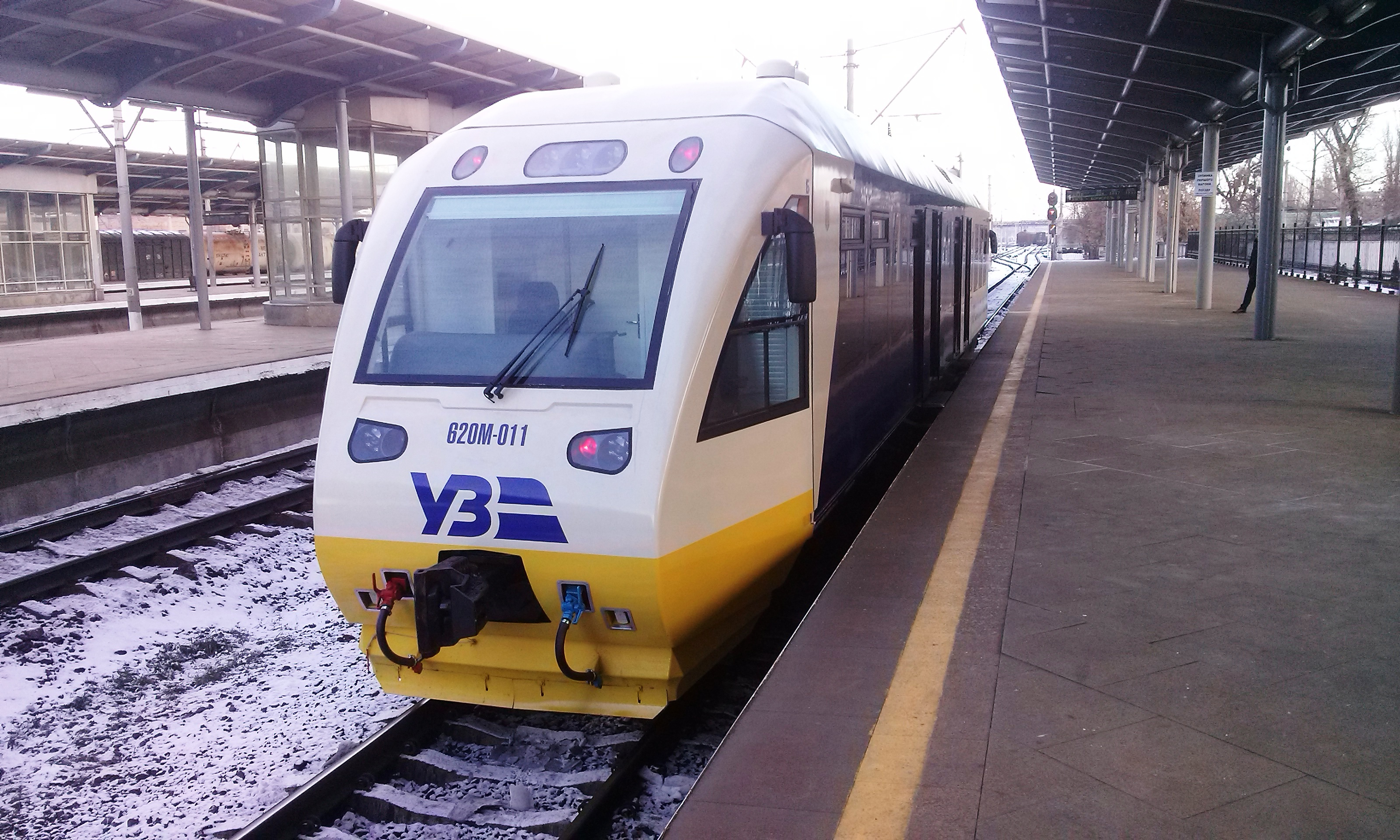
Kyiv Boryspil Express
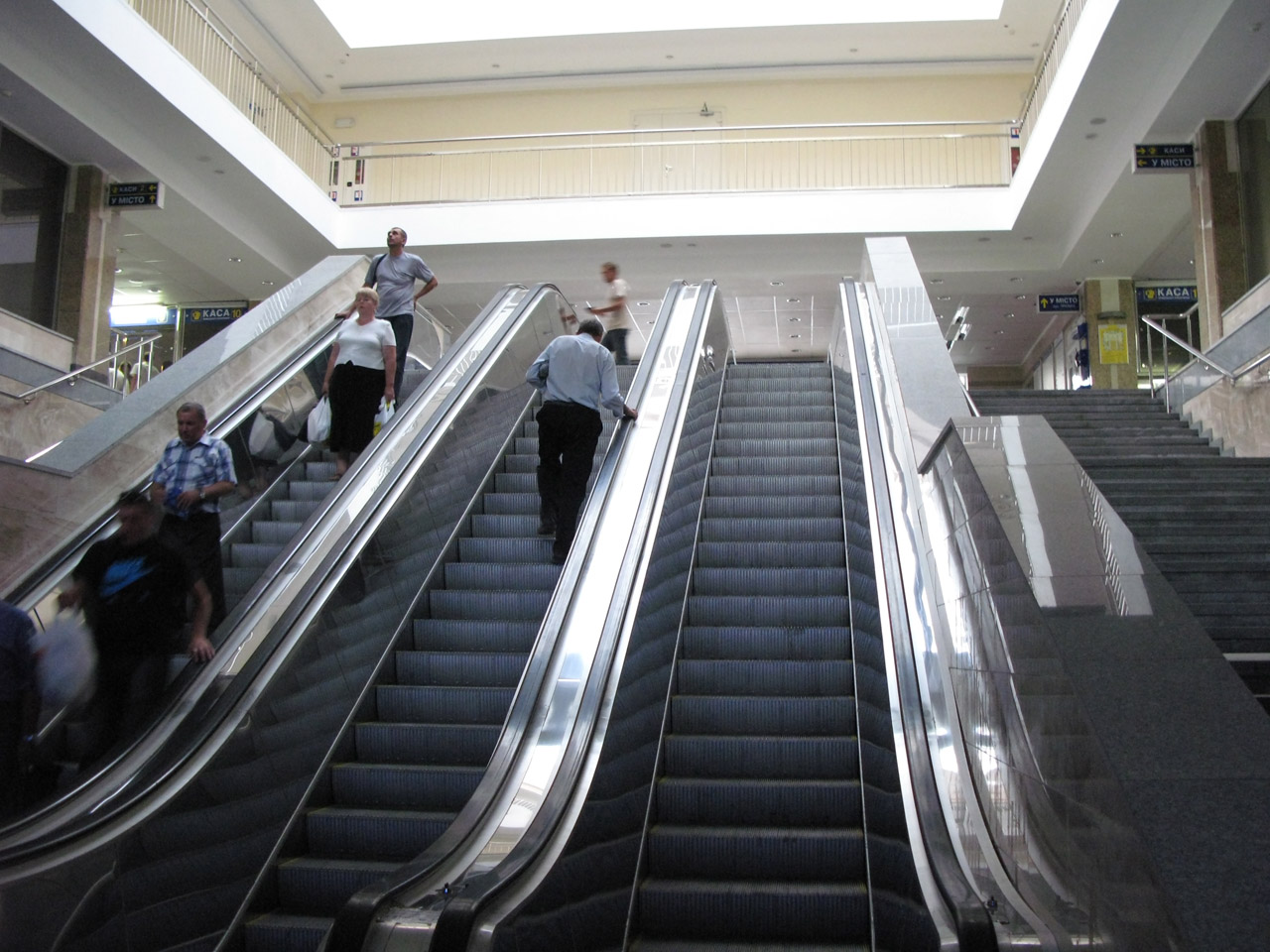
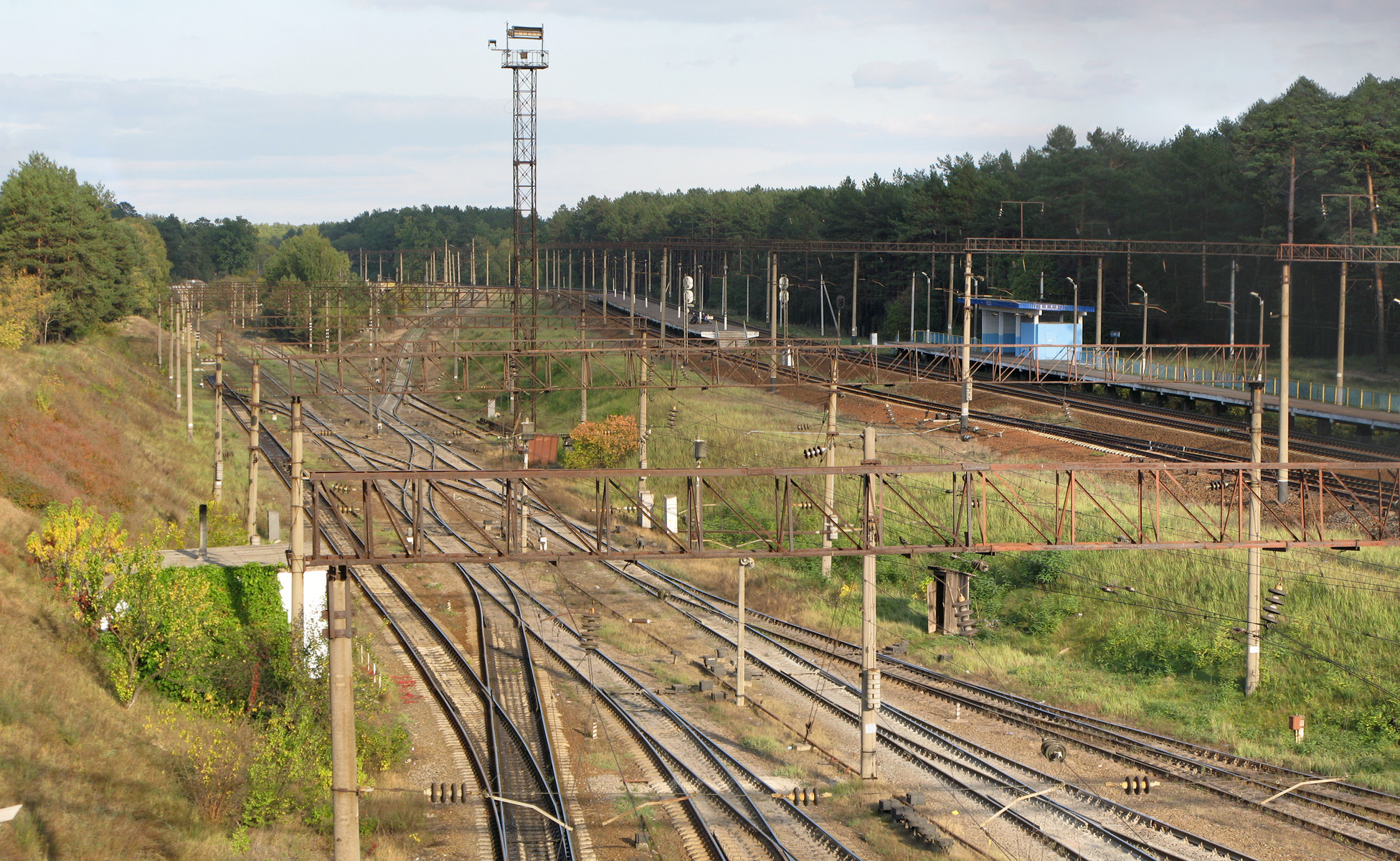